# بنج أبيض

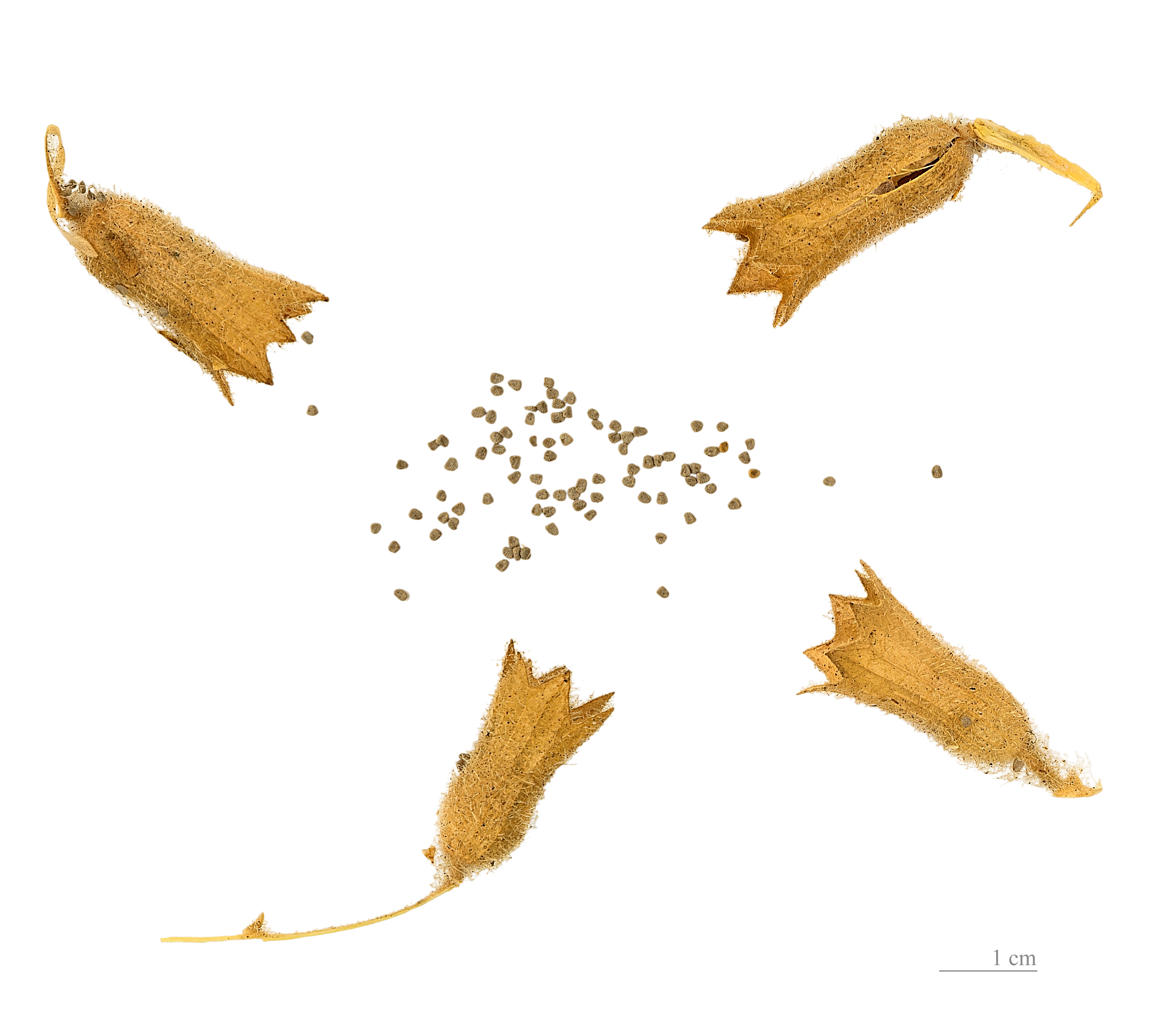
Hyoscyamus albus

البنج الأبيض أو الأوروبي نوع نباتي سام مخدر من الفصيلة الباذنجانية.

## الوصف النباتي
نبات عشبي ثنائي الحول يصل ارتفاعه إلى 70 سم. الساق قليلة التفريع ونموها رأسي قائم. الأوراق مثلثة أو إهليلجية الشكل تتكون من عدة فصوص غير متساوية الحجم والمساحة، حافتها مسننة قليلاً بأسنان عميقة غير متساوية الحجم، والأوراق عليها أوبار قصيرة. أزهاره بيضاء معرقة باللون الأخضر الخفيف.

## السمية والمواد الطبية
يحتوي البنج الأبيض على مواد قلويدية مثل الهيوسين Hyoscine والهيوسيامين Hyoscyanine والأتروبين.

## الموئل والانتشار
موطن هذا النوع بلاد الشام ومصر والمغرب العربي وحوض البحر الأبيض المتوسط.